# بصلئيل

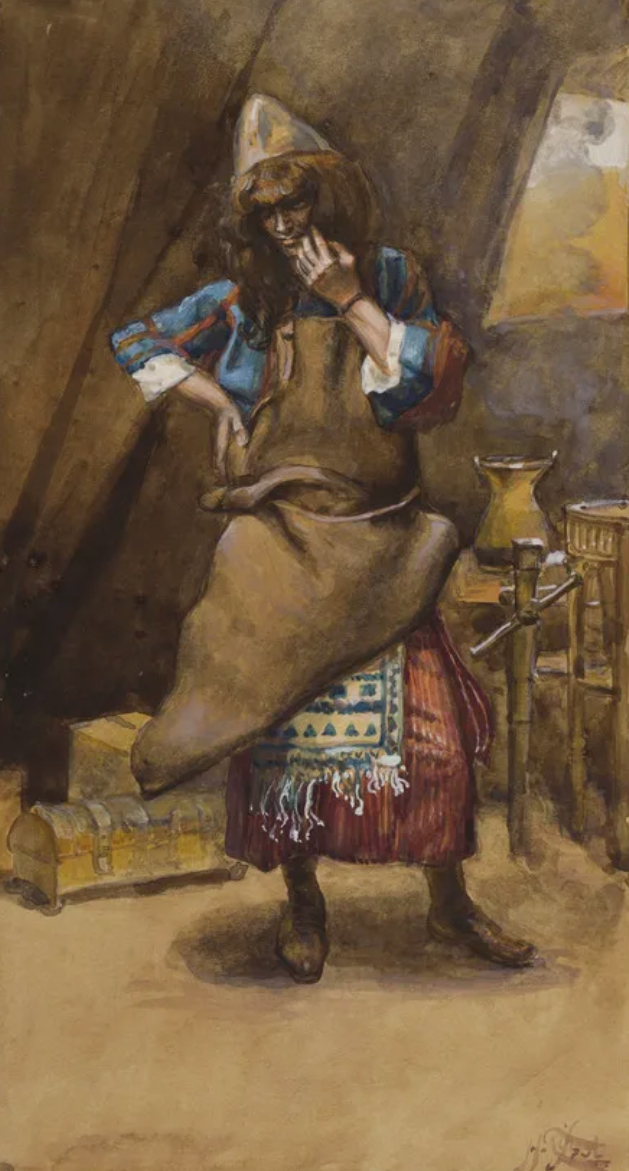
بصلئيل لجيمس تيسو.

بصلئيل (بالعبرية: בְּצַלְאֵל) هو شخصية مذكورة في سفر الخروج من العهد القديم أو الكتاب المقدس العبري، واسمه هو بَصَلْئيل بن أوري بن حُورَ ، من سبط يهوذا، وبَصَلْئيل اسم عبري معناه «في ظل الله». اشتهر بصلئيل بالحذق في الصناعات الدقيقة فصنع الأدوات اللازمة للهيكل الذي أمر ببنائه موسى للعبادة. كما يُنسب له صناعة تابوت العهد، وكان يساعده في عمله أُهُولِيآبُ بْنُ أَخِيسَامَاكَ، من سبط دان.
قيل أنه كان موهوبًا للغاية كحرفي، ويظهر مهارة كبيرة وأصالة في نقش المعادن والأحجار الكريمة وفي نحت الخشب، ولديه العديد من المتدربين تحت إشرافه، وبحسب رواية سفر الخروج فقد دعاه الله وأعطاه توجيه بناء خيمة الاجتماع وأثاثها، وكذلك لإعداد ملابس الكهنة والزيوت والبخور اللازمة للخدمة.
كما كان مسؤولاً عن الزيوت المقدسة والبخور والملابس الكهنوتية.